# Gregoryho dalekohled

Chod paprsků v Gregoryho dalekohledu

Gregoryho dalekohled  je zrcadlový dalekohled, který navrhl skotský matematik James Gregory v roce 1663.

## Popis
Má vrtané primární zrcadlo (jako Cassegrainův dalekohled) a konkávní sekundární zrcadlo za primárním ohniskem. Světelný svazek se odráží od sekundárního zrcadla a vrací se pak otvorem v primárním zrcadle do okuláru. Na rozdíl od jiných dalekohledů není obraz převrácený. Objektiv je parabolické zrcadlo s otvorem uprostřed. Sekundární zrcadlo je vyduté (konkávní) a nachází se až za primárním ohniskem. Gregoryho dalekohled je proto dlouhý a proto se dává přednost Cassegrainovu teleskopu, u něhož je vypuklé (konvexní) sekundární zrcadlo před primárním ohniskem hlavního parabolického zrcadla. Gregoryho konstrukce však umožňuje umístit před sekundární zrcadlo clonu, která zadrží přicházející světlo, pokud je mimo zorné pole. To může být výhodné u dalekohledů k pozorování Slunce, protože primární zrcadlo se pak méně ohřívá.

## Historie
Gregory navázal na podobné myšlenky Bonaventury Cavalieriho (1632) a Marina Mersenne, které se ovšem nerealizovaly. Gregory publikoval svůj návrh o pět let dříve, než zrcadlový dalekohled postavil Isaac Newton, postavit jej se však podařilo až o pět let později, s pomocí Roberta Hooke.